# Autoroute S1 (Géorgie)
Pour les articles homonymes, voir S1.
L'autoroute S1 (géorgien : საერთაშორისო მნიშვნელობის გზა ს1) est une autoroute de Géorgie qui relie Tbilissi à Leselidze à la Frontière entre la Géorgie et la Russie,.

## Présentation
Après avoir traversé la frontière entre la Géorgie et la Russie dans l'Abkhazie séparatiste, l'autoroute continue vers Sotchi et Krasnodar sous le nom d'A147.
La S1 s'étire sur 552 kilomètres et fait partie des routes européennes E60, E97 et E117 et des routes asiatiques AH5 , AH81 et AH82.
Elle est reliée aux routes S2,  S3, S8, S9, S10 et S12.
La route atteint son point culminant à 910 m  d'altitude à la sortie sud du tunnel de Rikoti, ouvert en 1982. Il s'agit du plus long tunnel véhiculaire entièrement en Géorgie et a une longueur de 1 722 m.
Le tronçon occidental long de 198 kilomètres, de l'autre côté de la rivière Inguri qui constitue la frontière contestée entre l'Abkhazie et la Géorgie, au nord de Zougdidi, est entièrement contrôlé par la République d'Abkhazie. Il est inaccessible depuis la partie Est, contrôlée par la Géorgie.

## Tracé
- Tbilissi (თბილისი)
- Mtskhéta (მცხეთა)
- Gori (გორი)
- Khachouri (ხაშური)
- Koutaïssi (ქუთაისი)
- Samtredia (სამტრედია)
- Senaki (სენაკი)
- Zougdidi (ზუგდიდი)
- Soukhoumi (სოხუმი)
- Gagra (გაგრა)
- Frontière entre la Géorgie et la Russie
- Sotchi

## Galerie

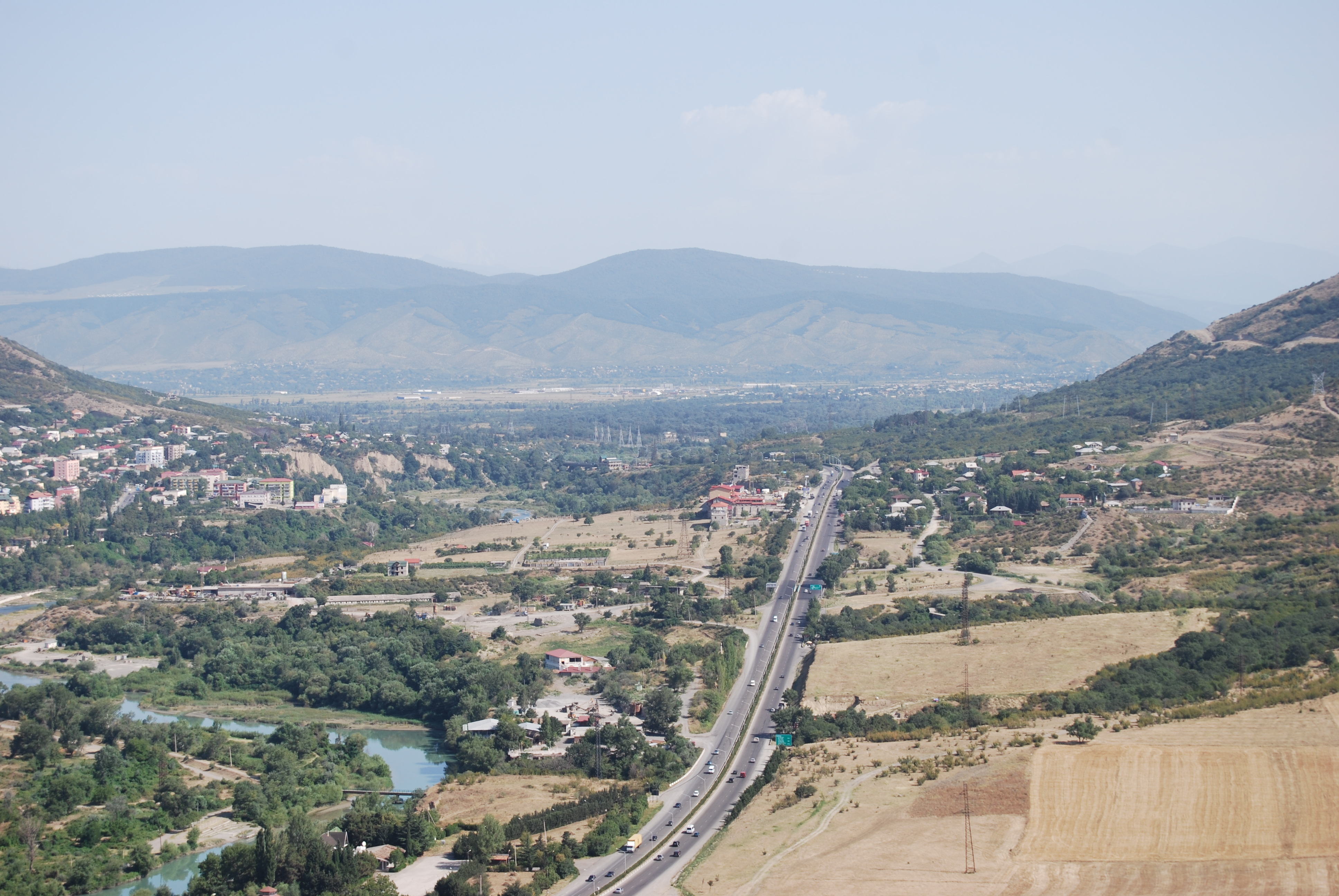
La S1 près de Mtskhéta.
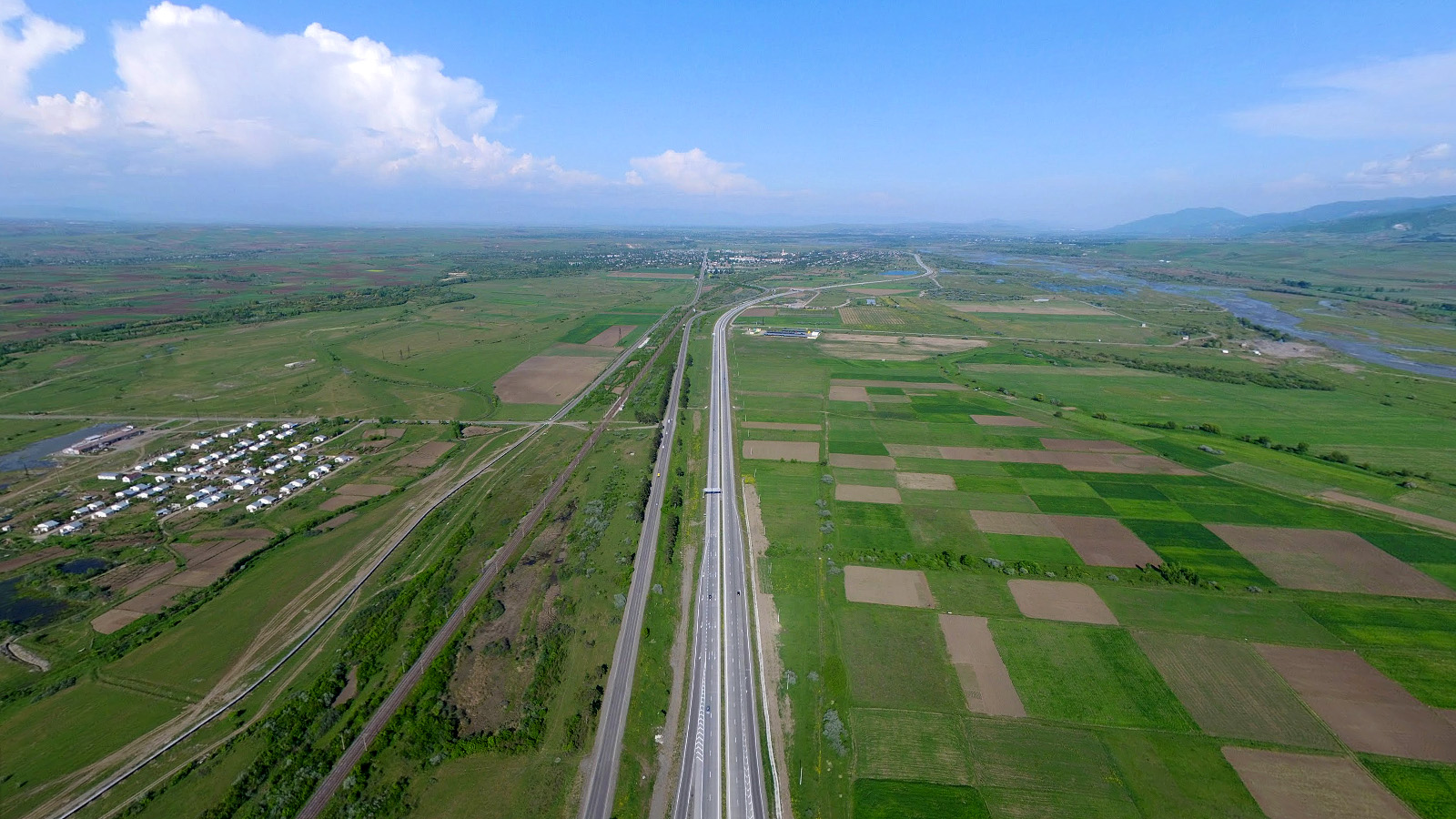
Contournement d'Agara.
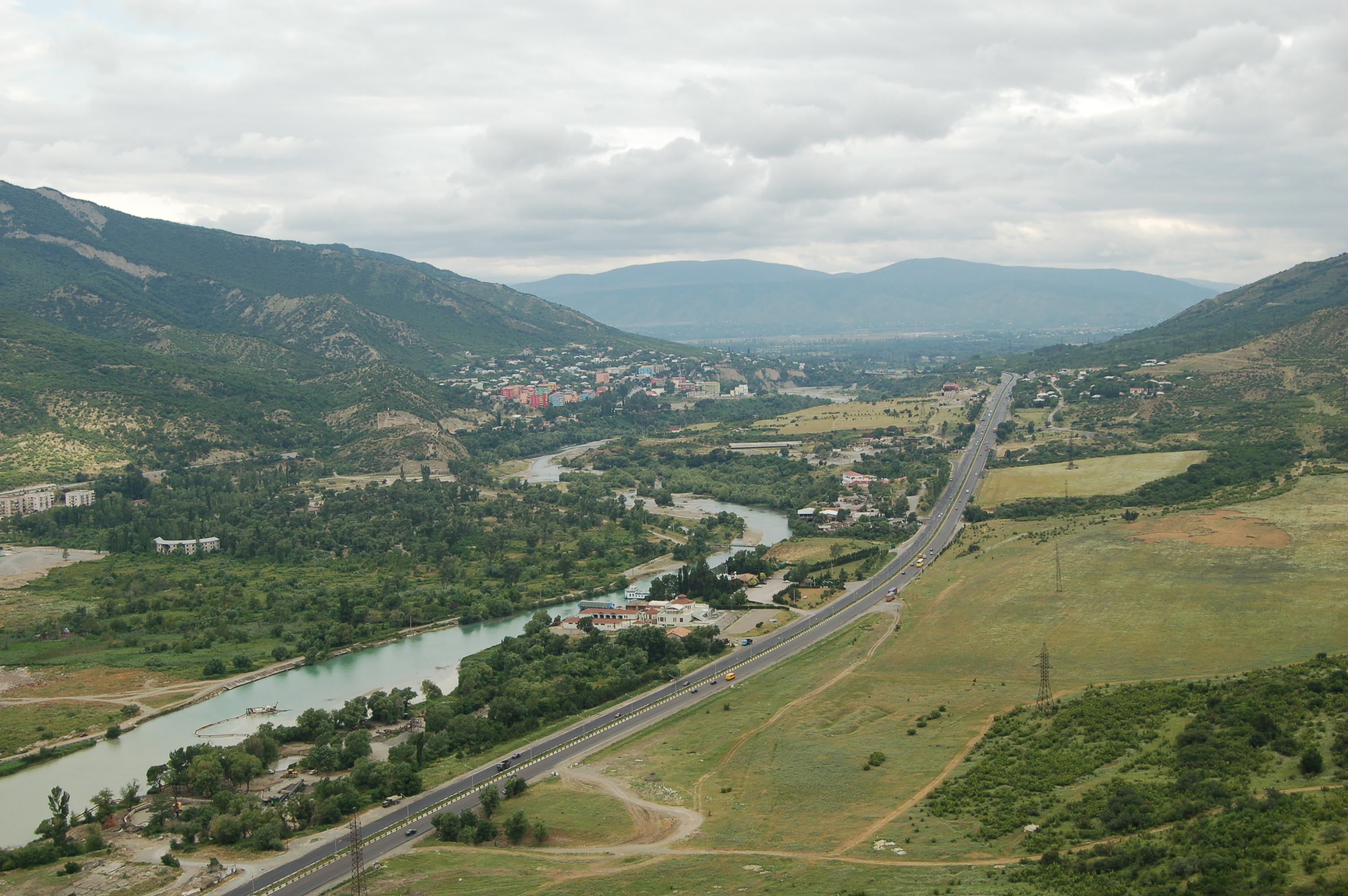
La rivière Aragvi.
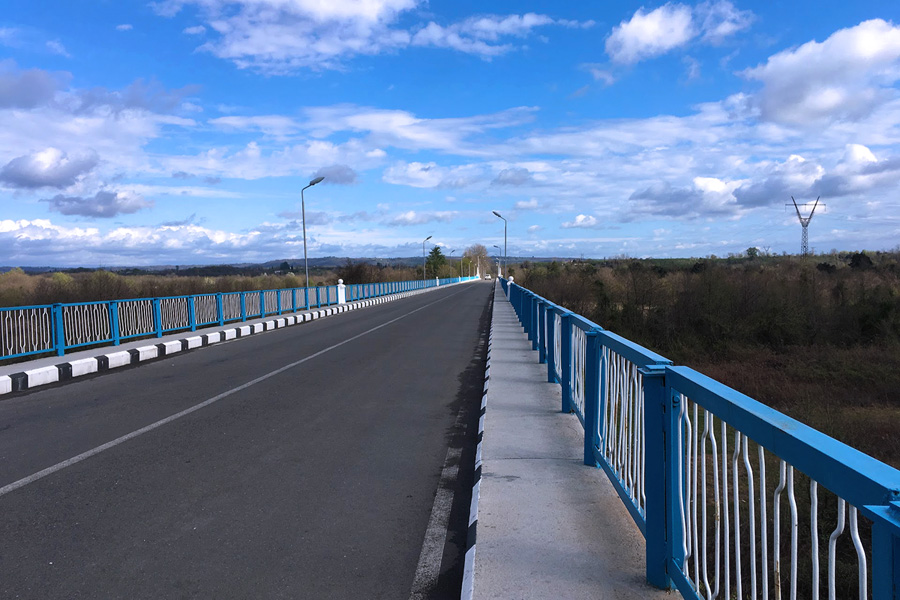
Pont sur l’Inguri.

### Liens  externes
- OpenStreetMap